# تشارلز هنري هارود
تشارلز هنري هارود (بالإنجليزية: Charles Henry Harrod)‏ (1799 - 1885)، هو رجل أعمال ثري إنجليزي، وهو معروف كمؤسس هارودز المشهور في لندن.

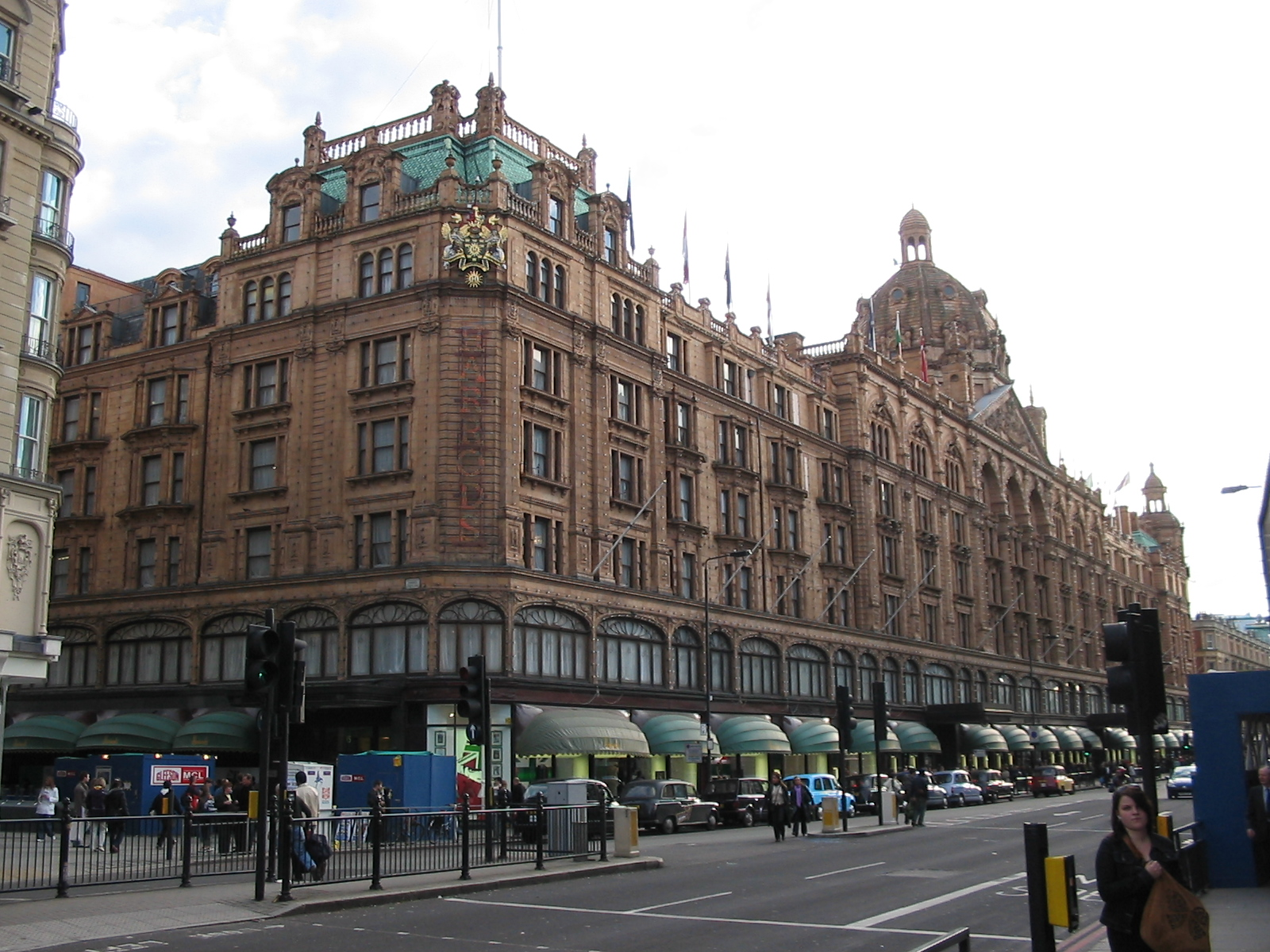
متجر هارودز